# Wuwei
Wuwei (cinese:武威, pinyin: Wŭwēi) è una città cinese situata nella provincia di Gansu. A nord confina con la Mongolia Interna, a su-ovest con Qinghai. La sua posizione al centro di tre capoluoghi occidentali, Lanzhou, Xining e Yinchuan la rende un importante centro d'affari e di trasporti per la regione. Trovandosi nei pressi del corridoio di Hexi, storicamente la rotta principale dalla Cina centrale a quella occidentale e al resto dell'Asia centrale, tutte le principali strade ed autostrade passano da Wuwei.

## Geografia, geologia e clima
La geografia di Wuwei è dominata da tre altopiani, il Loess, il Tibet e la Mongolia. La parte meridionale è più elevata di quella settentrionale, con altitudini che vanno da 1020 a 4874 metri s.l.m.. Occupa un'area di 33000 km². La temperatura media annuale è di 7,8 °C. Il clima è arido o semi-arido con piogge comprese tra i 60 ed i 610 mm. L'evaporazione è tra i 1400 ed i 3000 mm, il che crea ogni anno una crisi idrica. Vi sono 2200–3000 ore di sole l'anno e 85–165 giorni di congelamento. Durante l'estate non si registrano temperature all'ombra superiori a 45 °C.
A sud-ovest di Wuwei c'è una formazione spessa 230 metri di rocce sedimentarie clastiche e scisti. Si creano depositi minerali nei pressi di Wuwei, compresi alcuni di frafite, ferro, titanio e calcare.

## Storia

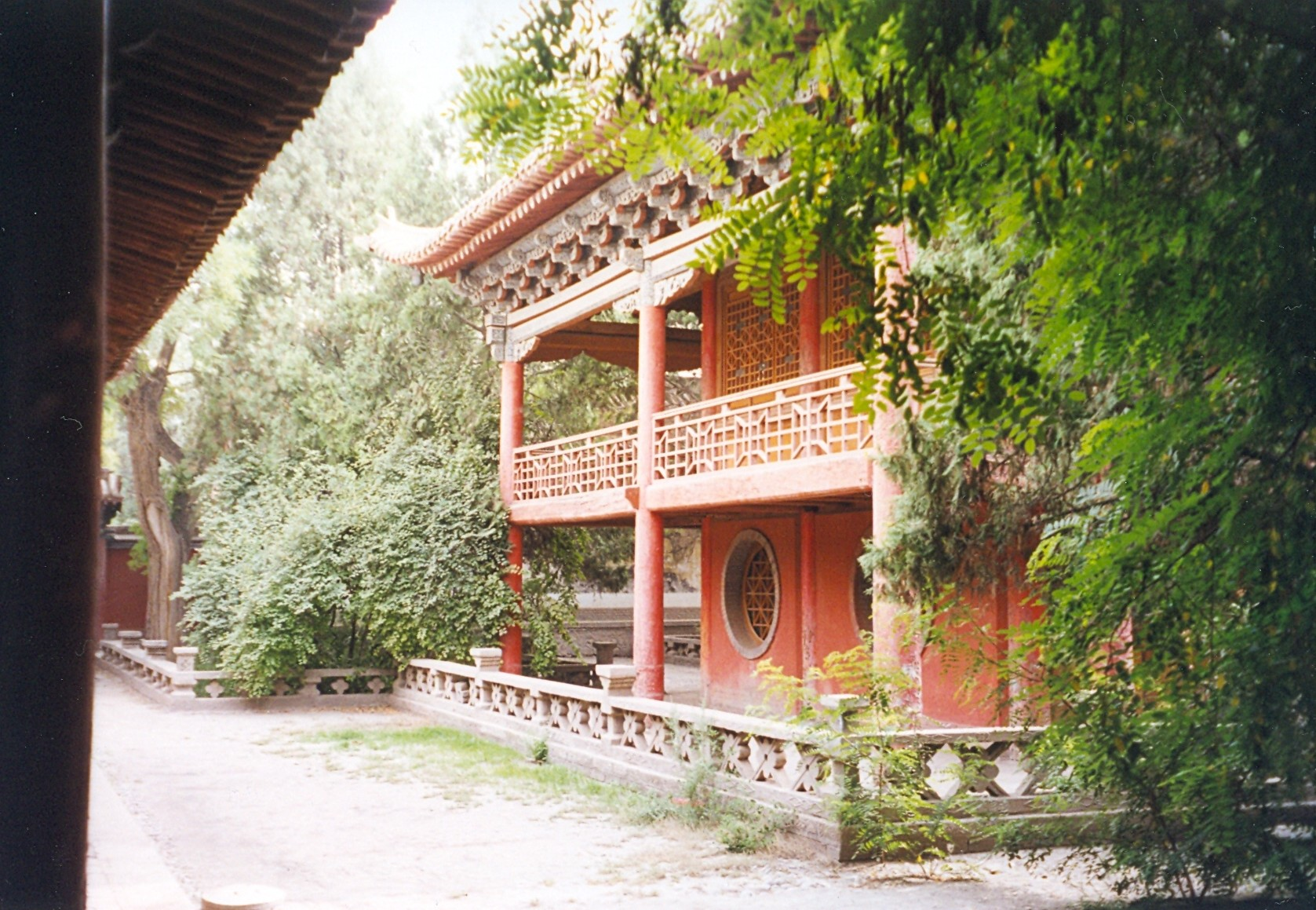
Tempio confuciano di Wen Miao

In tempi antichi Wuwei era chiamata Liangzhou (凉州), e rappresentava l'estremità orientale del corridoio di Hexi. Le persone iniziarono ad abitare la zona 5000 anni fa. Si trattava di un collegamento chiave per la via della seta settentrionale, e molti ritrovamenti archeologici sono stati fatti a Wuwei, compresi antichi carri in rame con animali in pietra. Divenne un'important capoluogo di provincia durante la prima dinastia Han, come raccontato nel Libro degli Han posteriori:
(Hill)
Nel 121 a.C. l'imperatore Han Wudi portò la sua cavalleria a difendere il corridoio di Hexi contro gli Xiongnu. I suoi successi militari gli permisero di espandere il corridoio verso ovest. La sua importanza come tappa lungo la via della seta trasformò la città in un crocevia di culture e gruppi etnici provenienti da tutta l'Asia centrale. Le numerose grotte buddhiste presenti nella zona ne testimoniano il ruolo nel percorso che portò il buddhismo dall'India e dall'Afghanistan in Cina.
Nel periodo dei Tre Regni, Liangzhou venne governata da Ma Teng. Dopo la morte di Ma Teng, Ma Chao ripristinò la sosta e governò il paese per breve tempo, prima che questo cadesse in mano a Cáo Cāo, re del Regno Wei.
Tra le famose reliquie culturali di Wuwei ci sono il Cavallo Galoppante in bronzo (铜奔马), la stele di Xia Occidentale (西夏碑), il Tempio dalla Torre Bianca (白塔寺), le grotte dei monti Tianti (天梯山石窟), la torre del tempio Luoshi (罗什寺塔) ed il santuario Wen (文庙).

## Amministrazione
Distretto:
- Liangzhou (凉州区)

Contee:
- Contea di Minqin (民勤县)
- Contea di Gulang (古浪县)

Contee autonome:

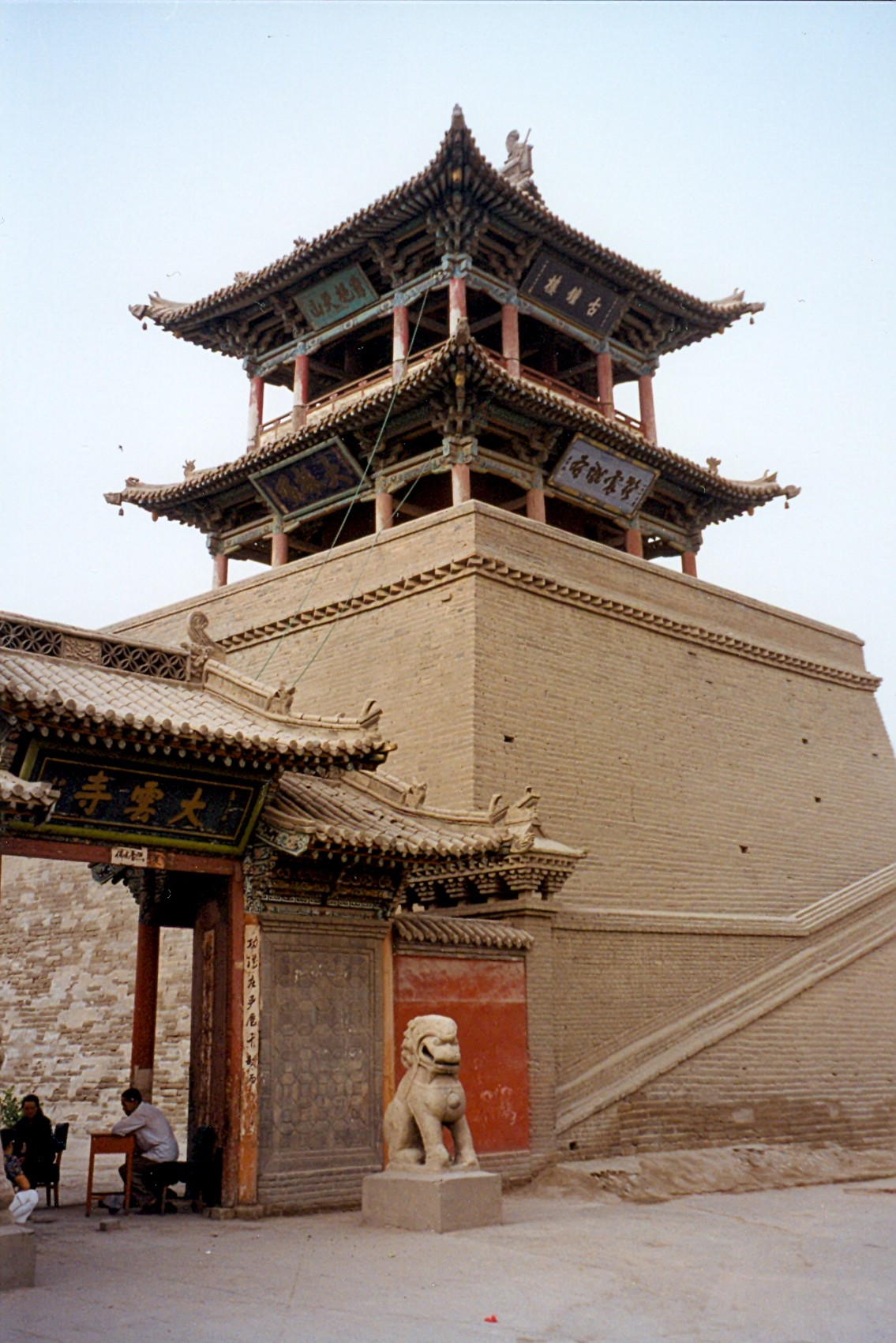
Torre campanaria

- Contea di Tianzhu Tibetan (天祝藏族自治县)

## Società

### Evoluzione demografica
La popolazione conta 1 930 200 abitanti, di cui 509 600 su territorio urbano, con 38 gruppi etnici rappresentati tra cui Han, Hui, Mongoli, Tu, Tibetani, ecc.

## Economia
La costante luce solare ed il terreno fertile rendono il settore agricolo di Wuwei uno dei più fiorenti. Le altre importanti industrie sono tessili, metallurgiche ed edilizie. Meloni, verdure, vino e bestiame sono i principali prodotti agricoli. L'agricoltura biologica è in espansione, ed ogni anno ci sono più terre "verdi". La terra è composta da 790 km² d'acqua, 34 800 di foreste, 355 300 di pascoli, 247 000 di terra non coltivata, 39 100 di fattorie, 8000 di grano, 4000 di verdura, 3000 di meloni, 5000 di bestiame e 800 di vigneti.